# My Name Is Dark
"My Name Is Dark" é uma canção da musicista canadense Grimes. Foi lançado em 29 de novembro de 2019 como o terceiro single do seu quinto álbum de estúdio, Miss Anthropocene. Um lyric video foi publicado em 3 de dezembro de 2019, apresentando a versão Algorithm Mix da música. Outro lyric video foi publicado em 22 de maio de 2020, apresentando uma tradução russa e a versão Art Mix.
A canção era originalmente intitulada "That's What the Drugs are For", no entato, Grimes disse que foi informada de que ela não poderia manter esse título.
O título "My Name Is Dark" faz referência a uma citação direta do antagonista, Mr. Dark, no romance de 1962 de Ray Bradbury, Something Wicked This Way Comes.

## Composição
A composição consiste no som industrial encontrado no álbum Miss Anthropocene combinado com guitarra e a estrutura suave e alta encontrada na música grunge, incluindo a música "Smells Like Teen Spirit" do Nirvana que também é referenciado na letra, junto com temas de niilismo, intoxicação e espiritualidade.
A ponte da música apresenta Grimes ouvindo uma conversa entre Deus e o Anjo da Morte, cada um protegendo o Inferno e o Céu, respectivamente; o Anjo da Morte suplica a Deus que conserte o mundo, enquanto Deus não faz nada. Esta pode ser uma metáfora para o tema do álbum da mudança climática passando despercebido. A linha "Paradise on my right, and h-h-hell on my left, the a-a-angel of death, right behind me" é uma referência a uma linha em Duna de Frank Herbert.
Grimes afirma que certas letras da música têm seus próprios temas: como letras sobre insônia, suas experiências com gravadoras e a cidade em que ela gravou a música.

## Faixas e formatos
Download digital e streaming
1. "My Name Is Dark" (Art Mix) – 5:56

1. "My Name Is Dark" (Algorithm Mix) – 4:03

Download digital e streaming – Art Mix
1. "My Name Is Dark" (Art Mix) – 5:56

## Desempenho nas paradas musicais
| Parada (2020)                                           | Melhor posição |
| ------------------------------------------------------- | -------------- |
| Estados Unidos (Hot Dance/Electronic Songs – Billboard) | 22             |

## Uso na mídia
Em 15 de junho de 2018, um trecho da música foi apresentado na série "Behind the Mac" da Apple em seu canal no YouTube.